# Diadegma fugitivum
Diadegma fugitivum är en stekelart som först beskrevs av Alexander Henry Haliday 1836.  Diadegma fugitivum ingår i släktet Diadegma och familjen brokparasitsteklar. Inga underarter finns listade i Catalogue of Life.